# Robert Dubourg
Pour les articles homonymes, voir Dubourg.
Robert André Dubourg (13 juin 1908 à Préchac - 3 octobre 1979 à Créteil) est un peintre français.

## Biographie
Fils d'instituteurs de la petite commune de  Préchac, il fait ses études au lycée Montaigne de Bordeaux où il rencontre Barbier, son professeur de dessin, lequel, remarquant ses aptitudes, lui donne les premiers rudiments d'une formation artistique.
D'abord artiste figuratif, il fut influencé par le cubisme et l'expressionnisme, puis s'est dirigé vers l'art abstrait. « Dessins, gouaches, huiles, constituent pour Dubourg autant de moyens d'expression d'un art qui refuse manifestement toute concessions » (Claude Giaud, La Nouvelle République). Prix de la Jeune Peinture, il fut sélectionné en 1973 pour le Grand Prix international de Peinture de Provence. Dubourg faisait partie du groupe bordelais Les Amis de l’Art, mouvement de culture et de propagande artistique agréé par le Ministère de l’Éducation nationale dont la devise était « Apprendre à voir et à aimer » et qui comprenait également M. Gay, André Lourtaud, Marcelle Larrieu. Il a exposé dans les salons de Bordeaux, Toulon, Pau, Lyon, Paris (Salon d'automne), Montauban... Les musées de Céret et de Bordeaux ont acheté certaines de ses toiles.
« Dubourg est dominé par une vision juvénile du monde. Cette sensation commence dans la joie, s'enrichit de perceptions plus graves et s'achève dans le désappointement naïf qui peut éclater en colères de courte durée » (G. Bourseau, Signatures). Ami d'André Lhote, séduit comme lui par la Haute-Provence, il se fixa à Gordes, dans le département du Vaucluse, et trouva son inspiration dans les collines bleues des Alpilles. Ses formules abstraites se veulent formules de lumière. François-Georges Pariset, professeur d'histoire de l'art à la faculté de Bordeaux le considérait comme « le Redon de notre époque ».
Il est l’auteur de Le pèlerin de Compostelle, recueil de poésie et de Suffit d’une bougie, poèmes parus aux éditions du Repaire (Bordeaux) en 1952. Robert Dubourg était le beau-frère du compositeur Émile Goué.

## Parmi ses toiles
- Le Poueg del Joug
- Au fil de la vie
- Portrait de Mme Émile Goué
- Les Baux-de-Provence
- Inventaire
- Cris planant sur les eaux
- Simple et tendre
- Le feu qui me dévore
- Nautique
- Le Trou aux pervenches
- Cosmos
- Les Chemins nocturnes du Lubéron
- Les Palais des Baux
- Le Plat de Gordes
- L'Herbier de Montbenoit
- Au soleil
- Provence
- Qui dégringole
- Vaccarès
- La Terrasse d'Orphée (projet de décors)
- Wanda (projet de décors pour l'opéra d'Émile Goué)